# Belvianes-et-Cavirac
Belvianes-et-Cavirac (en occitano Bèlvianes e Cavirac) es una pequeña localidad y comuna francesa, en la región de Languedoc-Rosellón, departamento de Aude, en el distrito de Limoux y cantón de Quillan.
A sus habitantes se les conoce por el gentilicio Belviracois.

## Demografía
| 334 | 342 | 310 | 333 | 340 | 332 |
| Para los censos de 1962 a 1999 la población legal corresponde a la población sin duplicidades (Fuente: INSEE [Consultar]) |     |     |     |     |     |

(Población sans doubles comptes según la metodología del INSEE).